# 広島県立文書館
広島県立文書館（ひろしまけんりつもんじょかん）は、広島県広島市中区にある広島県が運営する公文書館である。

## 概要
1988年10月に広島県情報プラザが開館したのに合わせ、現在の広島県立文書館が開館。蔵書は約41万8千冊（平成21年3月31日時点）である。

## 利用情報
- 開館時間
  - 月曜日 - 金曜日：午前9時 - 午後5時
  - 土曜日：午前9時 - 午後0時

## アクセス
- 広島電鉄宇品線：広電本社前下車、西へ500m
- 広島バス：21-1号線、広電前下車、西へ500m
- 広島バス：21-2号線、広島県情報プラザ前下車